# FK Fakel Voronej
Maillots
Actualités
Le Futbolny klub Fakel, plus couramment appelé Fakel Voronej (russe : «Факел» Воронеж), est un club de football professionnel russe basé à Voronej.
Fondé en 1947, le club intègre à partir de 1954 la deuxième division soviétique. Il fait son premier passage dans l'élite lors de la saison 1961, avant de redescendre en fin d'année. Le club navigue par la suite entre la deuxième et la troisième division, avec un bref retour au premier échelon en 1985.
À la suite de la dissolution de l'Union soviétique, le Fakel fait partie des équipes fondatrices du nouveau championnat russe en 1992, dont il est relégué dès la fin de cette même année. Il fait ensuite par plusieurs fois l'ascenseur entre les deux premiers échelons jusqu'au début des années 2000. Financièrement en difficulté durant la décennie 2000, le club perd même pendant un temps son statut professionnel entre 2007 et 2009. Il se stabilise par la suite au deuxième échelon durant les années 2010 avant de retrouver la première division, où il évolue depuis la saison 2022-2023.

## Histoire

### Période soviétique (1947-1991)
Le club est fondé en 1947 à l'usine d'aéronautique de Voronej par la société sportive Krylia Sovetov. Du fait du secret d'État entourant l'installation, l'équipe, qui s'appelle officieusement Zénith jusqu'en 1954 puis Krylia Sovetov par la suite, est officiellement référée dans la presse simplement sous les appellations « équipe du district de Staline » puis « équipe de la ville de Voronej ». Elle acquiert officiellement son premier nom en 1959, devenant le Troud. Son appellation actuelle Fakel est quant à elle adoptée en 1976 et reste inchangée depuis,.
Démarrant à l'échelle locale, l'équipe devient championne de l'oblast de Voronej dès 1949 et intègre ainsi le championnat de la RSFS de Russie l'année suivante. Elle découvre le professionnalisme en 1954 en entrant dans la deuxième division soviétique. Après sept saisons à cet échelon, durant lesquels il évolue principalement dans le milieu de classement de la zone 2, le club termine premier de son groupe en 1960 et obtient le droit de prendre part à la première division pour la saison 1961. Il n'y reste cependant qu'une saison, malgré une quinzième place sur vingt-deux, le club étant cependant l'équipe russe la plus mal classée du tournoi et étant de ce fait directement reléguée à l'issue de la saison,.
L'équipe évolue par la suite en deuxième division jusqu'en 1969 avant d'être reléguée au troisième échelon pendant une grande partie des années 1970. Le Fakel remonte au deuxième niveau en 1979 et retrouve brièvement l'élite lors de la saison 1985, avant d'être relégué à nouveau après s'être classé avant-dernier. Ses dernières années soviétiques sont par la suite passées en deuxième division, avec un bref passage au troisième échelon en 1988.

### Passages dans la première division russe (1992-2001)
À la chute de l'Union soviétique, le Fakel est directement intégré au sein de la nouvelle première division russe pour la saison 1992. Il n'y reste cependant qu'une année, terminant dix-septième sur vingt à deux points du maintien. Relégué au deuxième échelon, le club est intégré au groupe Centre pour l'année 1993. Malgré une neuvième place sur vingt-deux à l'issue du championnat, il subit la réduction drastique du nombre de participants à la compétition et est relégué une nouvelle fois en troisième division.
Terminant premier du groupe Ouest la saison suivante, le Fakel fait son retour direct au deuxième échelon où il se classe treizième en 1995. Le club atteint la troisième place dès l'année suivante et fait son retour dans l'élite après cinq ans d'absence. Ce deuxième passage est cependant tout aussi bref, l'équipe terminant seizième à huit points du maintien en 1997.
Échouant à la promotion l'année suivante, le Fakel termine deuxième en 1999 derrière l'Anji Makhatchkala et effectue son troisième passage en première division en huit ans. L'équipe parvient cette fois à se maintenir, terminant treizième avec douze points d'avance sur le premier relégable en 2000. Il retombe cependant dès l'année suivante en finissant avant-dernier. Cette saison voit également la baisse drastique du financement du club par le gouvernement de l'oblast de Voronej à la suite de l'arrivée au pouvoir de Vladimir Koulakov.

### Chute sportive et perte du statut professionnel (2002-2009)
L'intersaison voit le limogeage du président Batichtchev qui est remplacé par Edouard Saïenko. Peu après son arrivée, celui-ci décide notamment de changer les couleurs bleu et blanches du club pour une colorisation rouge et noire, et ouvre également des discussions pour changer le nom de l'équipe, qui sonnerait « peu éthique » dans sa traduction anglaise (Fakel pouvant se traduire par torche ou flambeau). Les noms Energia et FK Voronej sont ainsi proposés, ce dernier étant porté par l'équipe lors du début de saison 2002. Ce changement est cependant très mal perçu par les supporters et les joueurs du club et la direction décide de revenir au nom d'origine au mois de juillet.
En proie à des difficultés financières croissantes, le club termine treizième en 2002 avant d'être relégué l'année suivante en tant que dix-huitième, tandis que Saïenko quitte son poste à la fin de la saison. Bien que retrouvant rapidement le deuxième échelon après avoir dominé le groupe Centre de troisième division en 2004, le manque de fonds empêche l'équipe de se démarquer sportivement, et après avoir évité de peu la relégation directe la saison suivante, il termine dix-neuvième et relégable au terme de l'année 2006. Le Fakel perd par la suite son statut professionnel en février 2007 et tombe directement en quatrième division.
L'équipe passe deux saisons à cet échelon, se classant seizième en 2007 puis sixième en 2008. Évoluant uniquement à l'échelle régionale au cours de l'année 2009, le club effectue son retour en troisième division l'année suivante, étant refondé à la suite de l'union de deux autres clubs de la ville, le FSA et Fakel-Voronej, qui fusionnent en décembre 2009 pour recréer le Fakel.

### Retour dans le monde professionnel (depuis 2010)

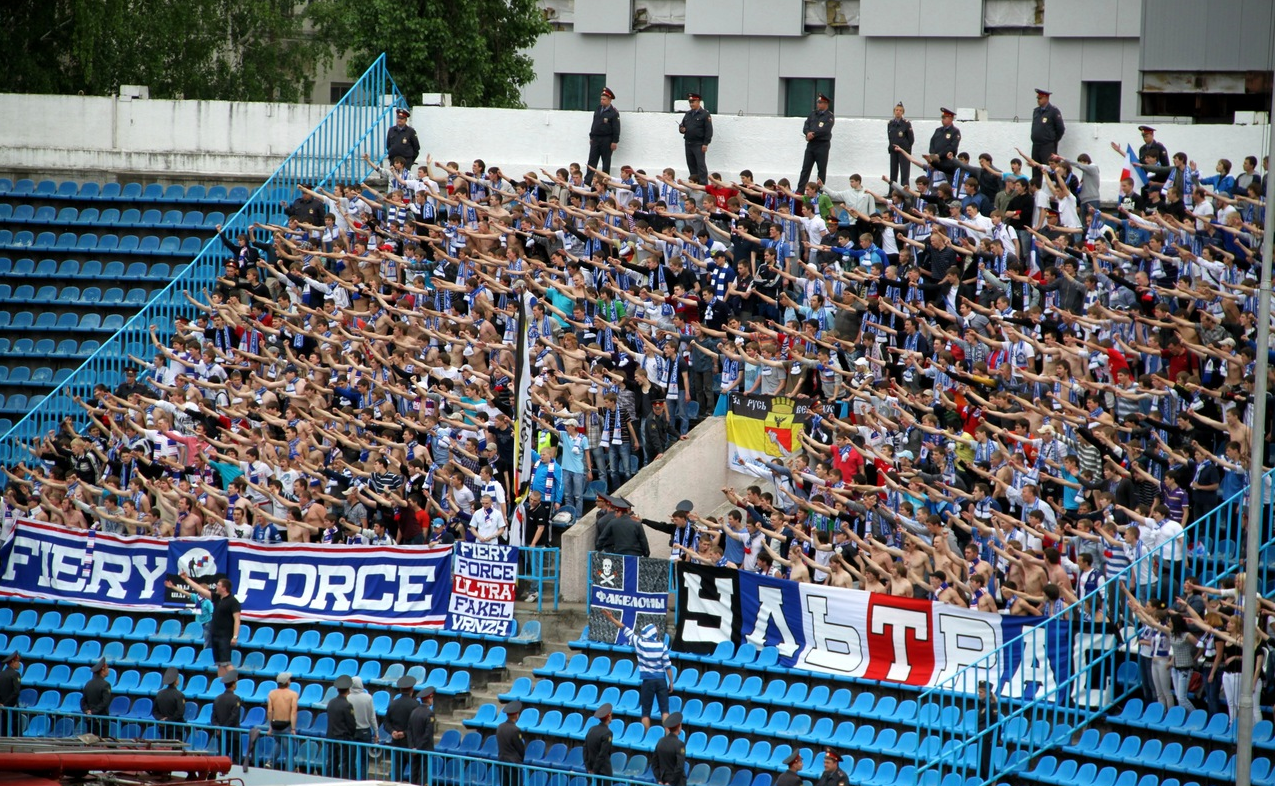
Supporters du Fakel en 2011.

Terminant quatrième du groupe Centre pour son retour au troisième échelon, le club profite du départ du FK Krasnodar de la deuxième division qui amène à sa promotion administrative en février 2011. Le retour au deuxième niveau est cependant compliqué, le Fakel décrochant rapidement au classement et finissant largement dernier à l'issue de la saison 2011-2012, comptant dix-neuf points de retard sur le maintien.
Le club passe par la suite trois nouvelles saisons en troisième division, terminant deuxième puis troisième avant de terminer premier du groupe Centre à l'issue de la saison 2014-2015. Ce nouveau passage au deuxième échelon est dans un premier temps plus probant, l'équipe se classant sixième la saison suivante, à sept points d'une place de barragiste. Après avoir fini dixième en 2017, le Fakel connaît un fort exode de ses joueurs à l'intersaison et vit une saison 2017-2018 très compliquée qui le voit finir dernier du championnat. Il parvient cependant à échapper à la relégation du fait des nombreuses relégations administratives de la fin de saison,. L'exercice suivant est assez similaire, et le Fakel termine une nouvelle fois relégable en dix-septième position, mais parvient à être repêché une nouvelle fois du fait de la non-participation de l'Anji Makhatchkala à la deuxième division 2019-2020.
Cette période morose finit par s'achèver lors des saisons qui suivent, le Fakel se maintenant confortablement durant la saison 2020-2021 en se plaçant neuvième grâce à de bons résultats lors des derniers matchs. Lors de l'exercice suivant, le club joue cette fois-ci les premiers rôles en championnat dans la courbe à la montée, terminant notamment la première partie de saison en deuxième position à quatre points du leader Orenbourg et avec huit unités d'avance sur le premier non-promu. Maintenant sa bonne dynamique par la suite, le Fakel finit par obtenir sa montée à l'issue de la toute dernière journée, prenant la place de dauphin à Orenbourg pour faire son retour dans l'élite après vingt-et-un ans d'absence.

## Bilan sportif

### Palmarès
| Période russe | Période soviétique |
| --- | --- |
| - Coupe de Russie - Quarts de finale : 2012. - Championnat de Russie - Treizième : 2000. - Championnat de Russie de D2 - Vice-champion : 1999 et 2022. - Championnat de Russie de D3 - Vainqueur de groupe : 1994, 2004 et 2015. | - Coupe d'Union soviétique - Demi-finales : 1984. - Championnat d'Union soviétique - Quinzième : 1961. - Championnat d'Union soviétique de D2 (1) - Champion : 1984. - Championnat d'Union soviétique de D3 - Vainqueur de groupe : 1978 et 1988. |

### Classements en championnat
La frise ci-dessous résume les classements successifs du club en championnat d'Union soviétique.
La frise ci-dessous résume les classements successifs du club en championnat de Russie.

### Bilan par saison
Légende
- Promotion en division supérieure
- Relégation en division inférieure

#### Période soviétique
| Saison | Championnat | Championnat | Championnat | Championnat | Championnat | Championnat | Championnat | Championnat | Championnat | Championnat | Coupe d'URSS          |
| Saison | Division    | Pos         | Pts         | J           | V           | N           | D           | BP          | BC          | Diff        | Coupe d'URSS          |
| ------ | ----------- | ----------- | ----------- | ----------- | ----------- | ----------- | ----------- | ----------- | ----------- | ----------- | --------------------- |
| 1954   | 2e Zone 2   | 9e          | 17          | 22          | 7           | 3           | 12          | 21          | 29          | -8          | 64es de finale        |
| 1955   | 2e Zone 2   | 7e          | 33          | 30          | 12          | 9           | 9           | 37          | 37          | 0           | Seizièmes de finale Q |
| 1956   | 2e Zone 2   | 6e          | 39          | 34          | 13          | 13          | 8           | 40          | 34          | +6          | —                     |
| 1957   | 2e Zone 1   | 6e          | 39          | 34          | 15          | 9           | 10          | 54          | 40          | +14         | Finale Q              |
| 1958   | 2e Zone 1   | 8e          | 31          | 30          | 13          | 5           | 12          | 45          | 35          | +10         | Huitièmes de finale Q |
| 1959   | 2e Russie 1 | 1er         | 46          | 28          | 20          | 6           | 2           | 57          | 16          | +41         | —                     |
| 1960   | 2e Russie 1 | 1er         | 46          | 30          | 20          | 6           | 4           | 58          | 18          | +40         | Demi-finales Q        |
| 1961   | 1re         | 15e         | 30          | 32          | 11          | 8           | 13          | 39          | 38          | +1          | 32es de finale        |
| 1962   | 2e Russie 2 | 1er         | 46          | 30          | 19          | 8           | 3           | 58          | 23          | +35         | Seizièmes de finale   |
| 1963   | 2e          | 3e          | 42          | 34          | 15          | 12          | 7           | 43          | 26          | +17         | 32es de finale        |
| 1964   | 2e          | 12e         | 21          | 26          | 5           | 11          | 10          | 15          | 29          | -14         | Seizièmes de finale   |
| 1965   | 2e          | 22e         | 46          | 46          | 12          | 22          | 12          | 41          | 38          | +3          | 32es de finale        |
| 1966   | 2e Groupe 2 | 6e          | 37          | 34          | 13          | 11          | 10          | 31          | 31          | 0           | 128es de finale       |
| 1967   | 2e Groupe 2 | 6e          | 43          | 38          | 16          | 11          | 11          | 44          | 31          | +13         | Seizièmes de finale   |
| 1968   | 2e Groupe 2 | 5e          | 50          | 40          | 18          | 14          | 8           | 49          | 28          | +21         | 128es de finale       |
| 1969   | 2e Groupe 1 | 16e         | 32          | 38          | 7           | 18          | 13          | 27          | 36          | -9          | Quarts de finale      |
| 1970   | 3e Zone 2   | 9e          | 43          | 42          | 16          | 11          | 15          | 56          | 43          | +13         | Seizièmes de finale   |
| 1971   | 3e Zone 4   | 5e          | 40          | 38          | 15          | 10          | 13          | 59          | 41          | +18         | —                     |
| 1972   | 3e Zone 3   | 3e          | 46          | 36          | 18          | 10          | 8           | 53          | 29          | +24         | —                     |
| 1973   | 3e Zone 4   | 9e          | 30          | 34          | 15          | 3           | 16          | 43          | 42          | +1          | —                     |
| 1974   | 3e Zone 4   | 12e         | 40          | 40          | 14          | 12          | 14          | 35          | 36          | -1          | —                     |
| 1975   | 3e Zone 3   | 5e          | 50          | 38          | 22          | 6           | 10          | 58          | 39          | +19         | —                     |
| 1976   | 3e Zone 3   | 7e          | 48          | 40          | 19          | 10          | 11          | 44          | 38          | +6          | —                     |
| 1977   | 3e Zone 3   | 2e          | 56          | 40          | 24          | 8           | 8           | 67          | 34          | +33         | Seizièmes de finale   |
| 1978   | 3e Zone 1   | 1er         | 80          | 46          | 36          | 8           | 2           | 105         | 17          | +88         | Seizièmes de finale   |
| 1979   | 2e          | 5e          | 50          | 46          | 20          | 10          | 16          | 70          | 54          | +16         | Phase de groupes      |
| 1980   | 2e          | 12e         | 46          | 46          | 17          | 16          | 13          | 49          | 36          | +13         | Huitièmes de finale   |
| 1981   | 2e          | 10e         | 44          | 46          | 17          | 10          | 19          | 45          | 44          | +1          | Phase de groupes      |
| 1982   | 2e          | 5e          | 54          | 42          | 21          | 13          | 8           | 60          | 33          | +27         | Quarts de finale      |
| 1983   | 2e          | 3e          | 54          | 42          | 21          | 12          | 9           | 53          | 30          | +23         | 32es de finale        |
| 1984   | 2e          | 1er         | 57          | 42          | 25          | 7           | 10          | 61          | 30          | +31         | Demi-finales          |
| 1985   | 1re         | 17e         | 27          | 34          | 9           | 9           | 16          | 24          | 45          | -21         | 32es de finale        |
| 1986   | 2e          | 10e         | 48          | 46          | 20          | 8           | 18          | 56          | 44          | +12         | Huitièmes de finale   |
| 1987   | 2e          | 20e         | 34          | 42          | 11          | 16          | 15          | 35          | 37          | -2          | 32es de finale        |
| 1988   | 3e Zone 1   | 1er         | 55          | 38          | 24          | 7           | 7           | 73          | 26          | +47         | 64es de finale        |
| 1989   | 2e          | 5e          | 49          | 42          | 19          | 11          | 12          | 54          | 36          | +18         | 64es de finale        |
| 1990   | 2e          | 10e         | 37          | 38          | 14          | 9           | 15          | 43          | 45          | -2          | 64es de finale        |
| 1991   | 2e          | 13e         | 41          | 42          | 17          | 7           | 18          | 45          | 50          | -5          | 64es de finale        |
| 1991   | 2e          | 13e         | 41          | 42          | 17          | 7           | 18          | 45          | 50          | -5          | 64es de finale        |

#### Période russe
| Saison    | Championnat          | Championnat          | Championnat          | Championnat          | Championnat          | Championnat          | Championnat          | Championnat          | Championnat          | Championnat          | Coupe de Russie      |
| Saison    | Division             | Pos                  | Pts                  | J                    | V                    | N                    | D                    | BP                   | BC                   | Diff                 | Coupe de Russie      |
| --------- | -------------------- | -------------------- | -------------------- | -------------------- | -------------------- | -------------------- | -------------------- | -------------------- | -------------------- | -------------------- | -------------------- |
| 1992      | 1re                  | 17e                  | 36                   | 40                   | 13                   | 10                   | 17                   | 27                   | 36                   | -9                   | —                    |
| 1993      | 2e Ouest             | 9e                   | 47                   | 42                   | 17                   | 13                   | 12                   | 58                   | 38                   | +20                  | Huitièmes de finale  |
| 1994      | 3e Ouest             | 1er                  | 62                   | 40                   | 28                   | 6                    | 6                    | 89                   | 25                   | +64                  | Seizièmes de finale  |
| 1995      | 2e                   | 13e                  | 57                   | 42                   | 17                   | 6                    | 19                   | 54                   | 48                   | +6                   | 128es de finale      |
| 1996      | 2e                   | 3e                   | 82                   | 42                   | 23                   | 13                   | 6                    | 72                   | 33                   | +39                  | 32es de finale       |
| 1997      | 1re                  | 16e                  | 26                   | 34                   | 7                    | 5                    | 22                   | 25                   | 49                   | -24                  | Seizièmes de finale  |
| 1998      | 2e                   | 10e                  | 60                   | 42                   | 17                   | 9                    | 16                   | 54                   | 45                   | +9                   | 32es de finale       |
| 1999      | 2e                   | 2e                   | 85                   | 42                   | 26                   | 7                    | 9                    | 65                   | 31                   | +34                  | 128es de finale      |
| 2000      | 1re                  | 13e                  | 30                   | 30                   | 6                    | 12                   | 12                   | 25                   | 45                   | -20                  | Huitièmes de finale  |
| 2001      | 1re                  | 15e                  | 28                   | 30                   | 8                    | 4                    | 18                   | 30                   | 53                   | -23                  | Seizièmes de finale  |
| 2002      | 2e                   | 13e                  | 40                   | 34                   | 10                   | 10                   | 14                   | 34                   | 42                   | -8                   | Seizièmes de finale  |
| 2003      | 2e                   | 18e                  | 49                   | 42                   | 13                   | 10                   | 19                   | 44                   | 56                   | -12                  | 32es de finale       |
| 2004      | 3e Centre            | 1er                  | 77                   | 32                   | 25                   | 2                    | 5                    | 57                   | 22                   | +35                  | 32es de finale       |
| 2005      | 2e                   | 17e                  | 46                   | 42                   | 13                   | 7                    | 22                   | 39                   | 60                   | -21                  | 256es de finale      |
| 2006      | 2e                   | 19e                  | 42                   | 42                   | 10                   | 12                   | 20                   | 27                   | 54                   | -27                  | 32es de finale       |
| 2007      | 4e Tchernozem        | 16e                  | 54                   | 42                   | 14                   | 12                   | 16                   | 53                   | 49                   | +4                   | Seizièmes de finale  |
| 2008      | 4e Tchernozem        | 6e                   | 68                   | 34                   | 21                   | 5                    | 8                    | 71                   | 44                   | +27                  | —                    |
| 2009      | Championnat régional | Championnat régional | Championnat régional | Championnat régional | Championnat régional | Championnat régional | Championnat régional | Championnat régional | Championnat régional | Championnat régional | Championnat régional |
| 2010      | 3e Centre            | 4e                   | 54                   | 30                   | 15                   | 9                    | 6                    | 53                   | 28                   | +25                  | 128es de finale      |
| 2011-2012 | 2e                   | 19e                  | 40                   | 48                   | 9                    | 13                   | 26                   | 34                   | 59                   | -25                  | 256es de finale      |
| 2011-2012 | 2e                   | 19e                  | 40                   | 48                   | 9                    | 13                   | 26                   | 34                   | 59                   | -25                  | Quarts de finale     |
| 2012-2013 | 3e Centre            | 2e                   | 64                   | 30                   | 20                   | 4                    | 6                    | 55                   | 33                   | +22                  | 64es de finale       |
| 2013-2014 | 3e Centre            | 3e                   | 60                   | 30                   | 17                   | 9                    | 4                    | 47                   | 21                   | +26                  | 128es de finale      |
| 2014-2015 | 3e Centre            | 1er                  | 80                   | 30                   | 25                   | 5                    | 0                    | 64                   | 14                   | +50                  | Seizièmes de finale  |
| 2015-2016 | 2e                   | 6e                   | 56                   | 38                   | 17                   | 5                    | 16                   | 51                   | 42                   | +9                   | 32es de finale       |
| 2016-2017 | 2e                   | 10e                  | 53                   | 38                   | 14                   | 11                   | 13                   | 38                   | 40                   | -2                   | Seizièmes de finale  |
| 2017-2018 | 2e                   | 20e                  | 35                   | 38                   | 9                    | 8                    | 21                   | 27                   | 52                   | -25                  | Seizièmes de finale  |
| 2018-2019 | 2e                   | 17e                  | 41                   | 38                   | 9                    | 14                   | 15                   | 36                   | 40                   | -4                   | 32es de finale       |
| 2019-2020 | 2e                   | 19e                  | 19                   | 27                   | 4                    | 7                    | 16                   | 14                   | 44                   | -30                  | Seizièmes de finale  |
| 2020-2021 | 2e                   | 9e                   | 64                   | 42                   | 17                   | 13                   | 12                   | 57                   | 43                   | +14                  | 64es de finale       |
| 2021-2022 | 2e                   | 2e                   | 74                   | 38                   | 23                   | 5                    | 10                   | 60                   | 33                   | +27                  | Phase de groupes     |
| 2022-2023 | 1re                  | 14e                  | 30                   | 30                   | 6                    | 12                   | 12                   | 36                   | 48                   | -12                  | Phase de groupes     |
| 2023-2024 | 1re                  | 11e                  | 32                   | 30                   | 7                    | 11                   | 12                   | 22                   | 31                   | -9                   | Phase de groupes     |

## Personnalités

### Entraîneurs
La liste suivante présente les différents entraîneurs du club depuis 1952.
- Ievgueni Piskariov (1952)
- Dmitri Siniakov (1954)
- Ivan Chtcherbakov (1955)
- Viktor Gouliaïev (1956)
- Alekseï Kostylev (1957-1959)
- German Zonine (1960-juin 1961)
- Viktor Belov (juin 1961-1962)
- Alekseï Kostylev (1963)
- Sergueï Salnikov (1964)
- Iouri Korotkov (juillet 1965-avril 1968)
- Viktor Belov (avril 1968-août 1969)
- Boris Tcherychov (janvier 1970-juin 1970)
- Dmitri Siniakov (juillet 1970-décembre 1970)
- Vassili Vassiliev (1971)
- Dmitri Siniakov (1972-1973)
- Vassili Vassiliev (1974-1977)
- Boris Iakovlev (1978-mai 1981)
- Vladimir Proskourine (mai 1981-décembre 1981)
- Viktor Marienko (1982-juin 1987)
- Viktor Papaïev (juillet 1987-octobre 1988)
- Anatoli Polossine (octobre 1988-décembre 1989)
- Leonid Chevtchenko (janvier 1990-mai 1990)
- Sergueï Savtchenkov (mai 1990-juin 1991)
- Fiodor Novikov (juillet 1991-juillet 1992)
- Valeri Nenenko (juillet 1992-septembre 1993)
- Sergueï Savtchenkov (octobre 1993-décembre 1998)
- Valeri Nenenko (janvier 1999- mai 2001)
- Aleksandr Averianov (mai 2001-novembre 2001)
- Edouard Saïenko (janvier 2002-mai 2002)
- Pavel Goussev (mai 2002-août 2002)
- Sergueï Savtchenkov (août 2002-août 2003)
- Eduard Malofeev (août 2003-septembre 2003)
- Sergueï Krestenenko (septembre 2003-décembre 2003)
- Aleksandr Irkhine (janvier 2004-décembre 2005)
- Valeri Nenenko (janvier 2006-janvier 2007)
- Sergueï Krestenenko (août 2007-juin 2008)
- Guennadi Siomine (juin 2008-décembre 2008)
- Valeri Shmarov (décembre 2008-mai 2009)
- Radik Iamlikhanov (mai 2009-juillet 2010)
- Konstantin Sarsania (août 2010-juillet 2012)
- Sergueï Savtchenkov (juillet 2012-décembre 2012)
- Aleksandr Chtchiogolev (janvier 2013-juin 2013)
- Vladimir Moukhanov (juin 2013-novembre 2013)
- Aleksandr Korechkov (décembre 2013-mai 2014-2014)
- Pavel Goussev (juin 2014-mai 2018)
- Sergueï Volguine (juillet 2018-mars 2019)
- Igor Pyvine (mars 2019-avril 2019)
- Sergueï Boulatov (avril 2019-juin 2019)
- Sergueï Oborine (juin 2019-octobre 2019)
- Vladimir Bestchastnykh (octobre 2019-septembre 2020)
- Oleg Vassilenko (septembre 2020-septembre 2022)
- Dmitri Piatibratov (deptembre 2022-avril 2023)
- Vadim Ievseïev (mai 2023-septembre 2023)
- Sergueï Tachouïev (septembre 2023-avril 2024)
- Igor Tcherevtchenko (depuis avril 2024)

### Joueurs emblématiques
Les joueurs internationaux suivants ont joué pour le club. Ceux ayant évolué en équipe nationale lors de leur passage au Fakel sont marqués en gras.
URSS/Russie
- Viktor Losev
- Valeri Shmarov
- Valeri Karpine
- Aleksandr Filimonov
- Lioubomir Kantonistov
- Arseni Logachov
- Andreï Novosadov
- Ivan Saïenko
- Roman Vorobiov
- Valeri Iesipov
- Anton Zabolotny

Pays de l'ex-URSS
- Tarlan Ahmadov
- Shahin Diniyev
- Gurban Gurbanov
- Anton Amelchenko
- Radislav Orlovski
- Edouard Boltrouchevitch
- Andreï Kovalenko
- Vitali Lanko
- Iouri Choukanov
- Igor Tarlovski
- Valeri Gorbatch
- Andriy Yudin
- Andrey Akopyants
- Igor Kitchigine
- Vladimir Shishelov
- Oļegs Aleksejenko
- Oļegs Karavajevs
- Juris Laizāns
- Raimonds Laizāns
- Ivans Lukjanovs
- Aivaras Laurišas
- Edgaras Jankauskas
- Andrius Jokšas
- Pavelas Leusas
- Andrius Sriubas

Europe
- Emilian Dolha

Afrique
- Rayan Senhadji